# Talex
Talex S.A. – polskie przedsiębiorstwo informatyczne świadczące kompleksowe usługi integratorskie dla biznesu. Firma oferuje optymalne rozwiązania i zaawansowane technologie dla najbardziej wymagających klientów.  Domeną przedsiębiorstwa są usługi z zakresu szeroko pojętego wsparcia IT, doradztwa, usług chmurowych, tworzenia oprogramowania autorskiego oraz na zamówienie klienta. Swoje usługi świadczy w Talex Data Center – zaawansowanym centrum przetwarzania danych. Jako jedyna firma w Europie Środkowo-Wschodniej dysponuje dwoma ośrodkami Data Center z certyfikatami EN-50600 najwyższej, czwartej klasy. 
Firma została założona w 1989 roku, jako spółka z ograniczoną odpowiedzialnością, w 1998 przekształcona w spółkę akcyjną, a jej akcje notowane są na Giełdzie Papierów Wartościowych w Warszawie. Akcje Talex SA (TLX) zostały włączone w skład indeksu nowych technologii SiTech. 
Aktualnie firma Talex S.A.posiada sieć oddziałów w całej Polsce, w tym dwa niezależne ośrodki Data Center - w Poznaniu i we Wrocławiu.